# Trichodiadema olivaceum
Trichodiadema olivaceum är en isörtsväxtart som beskrevs av L. Bol. Trichodiadema olivaceum ingår i släktet Trichodiadema och familjen isörtsväxter. Inga underarter finns listade i Catalogue of Life.